# Gloria Bell
Pour les articles homonymes, voir Gloria.
Pour plus de détails, voir Fiche technique et Distribution.
Gloria Bell est un film dramatique américano-chilien écrit et réalisé par Sebastián Lelio, sorti en 2018. Il s'agit d'un remake du film chilien Gloria du même réalisateur, sorti en 2013.

## Synopsis
Gloria Bell est une femme mûre divorcée. Ses enfants ont quitté la maison mais elle n'a aucune envie de passer ses jours et ses nuits seule. Déterminée à défier l'âge et la solitude, elle s'embarque dans un tourbillon de fêtes dans des boîtes de nuit de Los Angeles à la recherche d'une jeunesse perdue.
Un jour, elle rencontre Arnold. Un homme dont elle tombe follement amoureuse...

## Fiche technique
- Titre original et français : Gloria Bell
- Réalisation et scénario : Sebastián Lelio
- Photographie : Natasha Braier
- Montage : Soledad Salfate
- Musique : Matthew Herbert
- Production : Juan de Dios Larraín, Pablo Larraín et Sebastián Lelio
- Pays d’origine :  États-Unis,  Chili
- Genre : Drame
- Langue : anglais
- Durée : 102 minutes
- Dates de sortie[1] :
  - Canada : 7 septembre 2018 (festival international du film de Toronto 2018)
  - États-Unis : 8 mars 2019
  - France : 1er mai 2019

## Distribution
- Julianne Moore (VF : Rafaèle Moutier ; VQ : Marie-Andrée Corneille) : Gloria Bell
- John Turturro (VF : Pascal Casanova ; VQ : Sylvain Hétu) : Arnold
- Michael Cera (VF : Gauthier Battoue ; VQ : Nicholas Savard L'Herbier) : Peter
- Sean Astin : Jérémy
- Jeanne Tripplehorn (VF : Juliette Degenne ; VQ : Hélène Mondoux) : Fiona
- Holland Taylor (VF : Josiane Pinson ; VQ : Diane Arcand) : Hillary
- Brad Garrett (VQ : Benoît Rousseau) : Dustin Mason
- Caren Pistorius (VF : Sandra Valentin ; VQ : Catherine Brunet) : Anne
- Tyson Ritter
- Cassi Thomson : Virginia
- Rita Wilson (VQ : Claudine Chatel)
- Alanna Ubach (VF : Claire Guyot) : Veronica
- Chris Mulkey : Charlie
- Barbara Sukowa : Melinda
- Cristobal Tapia Montt : Adam
- Aileen Burdock : Jane Wingel
- Derrick Redford : Dr. Steve
- Jesse Erwin (VF : Benjamin Gasquet) : Theo

Version Française
- Société de doublage : Hiventy
- Direction Artistique : Raphaël Ancieux
- Adaptation : Pascal Strippoli et Nelson Calderon

Source et légende : Version française (VF) sur carton du doublage français; Version québécoise (VQ) sur Doublage Québec http://www.doublage.qc.ca/p.php?i=162&idmovie=5384

## Production
Le 12 mai 2017, il est annoncé que Sebastián Lelio réalisera le remake américain de son propre film Gloria, sorti en 2013, avec Julianne Moore dans le rôle-titre. En novembre et décembre 2017, John Turturro, Michael Cera, Sean Astin et Jeanne Tripplehorn complètent le casting,.